# Leiometopon simyrides
Leiometopon simyrides là một loài bướm đêm trong họ Noctuidae.